# نيلس ساندستروم
نيلس ساندستروم (بالسويدية: Nils Sandström)‏ هو منافس ألعاب قوى سويدي، ولد في 9 أغسطس 1893 في غوتنبرغ في السويد، وتوفي في 17 يونيو 1973 في ستوكهولم في السويد.

## وصلات خارجية
- نيلس ساندستروم على موقع أوليمبيديا (الإنجليزية)
- نيلس ساندستروم على موقع اللجنة الأولمبية السويدية (السويدية)